# Morten Koch Nielsen
Morten Koch Nielsen er en dansk fodboldspiller, der spiller hos FC Midtjylland. I 2008 skiftede Koch-Nielsen som 16-årig fra Lolland-Falster Alliancen til FC Midtjyllands fodboldakademi. I hans 3 år som ungdomspiller på akademiet nåede han 2 DM titler i hhv. U17 og U19 ligaen. I efteråret  2010 blev han korsbåndsskadet, men på trods af det, havde hans præstationer inden da været så overbevisende at klubben tildelte ham en 3-årig aftale. I sommeren 2011 rykkede han op i førsteholdstruppen, og nåede at spille en del kampe for reserve mandskabet, men kom dog aldrig ind i et kontinuerligt forløb pga. følger fra skaden. I sommeren 2013 var Morten blevet helt skadesfri, men valgte at blive lejet ud til Lyngby Boldklub i efterårssæosonen. I hans ungdomsår spillede han for Lolland-Falster Alliancen.
Udover klubkarrieren har Morten også optrådt på Danmarks U-16 landshold hvor han tilmed var anfører. Derudover har han optrådt på U-17 og U-19 landsholdet.